# Prélude (film)
Prélude è un film del 2019 diretto da Sabrina Sarabi al suo esordio come regista.

## Produzione
Le riprese del film si sono svolte dalla fine di maggio all’inizio di luglio 2017.

## Distribuzione
Il primo trailer del film uscì a metà giugno 2019.
Il film è stato presentato in anteprima il 28 giugno 2019 al Filmfest München. Il film è stato poi distribuito nei cinema tedeschi il 29 agosto 2019.

## Riconoscimenti
- 2019 - Filmfest München[5]
  - Candidatura alla miglior regia a Sabrina Sarabi
  - Candidatura alla miglior sceneggiatura a Sabrina Sarabi
  - Candidatura al miglior attore a Johannes Nussbaum

- 2019 - Torino Film Festival
  - Candidatura al miglior film